# 北条明日香
北条 明日香（ほうじょう あすか）は、日本の女性声優。「北條明日香」と誤記されることもある。アダルトゲームに声をあてている。

## 出演
太字はメインキャラクター。

### アダルトゲーム

#### 1999年
- P.S.2〜真実の扉〜（恵）
- リトルMyメイド（姫）
  - リトルMyメイド〜パンドラBOX〜（姫）
- 連鎖 〜裏切りの鎖〜（藤沢香織）
- 淫獄の学園 美聖徒調教（水木沙奈江）

#### 2000年
- 警備員〜歪んだ職務日誌〜（村雨静奈）
- 奴隷市場（カテリーナ、フローラ、ルカ）
- SnowDrop
- 帝都のユリ（有馬五月）
- とらいあんぐるハート3 〜Sweet Songs Forever〜（ティオレ・クリステラ、アリサ・ローウェル）
- MaYa〜微睡島の眠姫〜（上島多香子）
- 楽園迷宮PET（藤原清香、芳賀深雪）

#### 2001年
- Vie－いつかの夏の日。（桜野あすか）
- 真・月花美人〜ひとりしづか〜（西園寺霖）
- Coda -棘-（向井万里子）
- このはちゃれんじ！（藤枝みすず）
- 真・脳力者（まどか）
- 螺旋回廊2（神無木頼子）
- DISCIPLINE 〜The record of a Crusade〜（森本レオナ）
- 奴隷市場 Renaissance（カテリーナ、フローラ、ルカ）
- 暴虐学園（伊東慶子）
- 悪だくみ（桜海玲香）
- ボクのヒミツたいけん（佐伯雪）

#### 2002年
- 淫獄の学園 美聖徒調教 DVDPG（水木沙奈江）
- 女教師二十三歳（本城章子）
- 女教師・裕美の放課後（葉山裕美）
- けがれた英雄 〜邪淫聖女狩〜（キーン・ヒュー）
- サクラ紀行〜奴隷調教〜（藤堂小百合）[1]
- 失楽の神女（国原香澄）
- 使用済〜CONDOM〜（沙羅・カラリエーヴァ）
- じゅえる・まとりくす（ソフィア）
- 隷嬢キャスター真璃子（梶尾冴子）
- 非常識〜快楽はそこにある〜（黒須恵理、田中美紀）
- 人妻麻雀2
- 〜美亡人〜 肉奴隷（ナレーション）

#### 2003年
- 青CAN de 3P!?（高原さくら）
- 犠母姉妹（中島綾、熊谷明美）
- こ・す・ま・ま・に・あ（日浦貴美江、高梨小枝子）
- ジャムアンリミット〜密/室/監/禁〜（美丑憐）
- 真・兄嫁（永山梓）
- セイレムの魔女たち（ミカエル）
- バイアス〜嗤笑ける幻音が聴こえる〜（香杷村萌々）
- Master&Slave〜御主人様と雌奴隷〜（セシル＝アースコット）
- ママさんバレー((乳ゆれまんせー))（優香）
- もっと!ヒミツたいけん（佐伯雪）
- 母性〜ママクラブ〜
- まってぃ（岡野真奈）

#### 2004年
- 淫乱病棟24時（藤沢都）
- 遠隔操作〜密肉に埋めこまれたリモコンバイブ〜（黒澤）
- OL姉妹（石山志保）
- そらをみあげて想うこと（兵藤さやか）
- 魔将の贄（エメリー・グウェンドリン）
- 魔女っこ de' GO♪ GO♪〜ポールとミラ☆クル大作戦〜（姫月優香）
- 夜勤病棟・弐（金城瑠璃）
- 凌辱請負人壺師〜仕組まれた惨劇〜（神室凪）
- 燐月-リンゲツ-（緋月結衣子、緋月鈴音）
- 続・ママクラブ（中原春香）
- ボクの「なつやすみ」ヒミツたいけん（佐伯雪）

#### 2005年
- 黒髪少女隊（雲根菖蒲）
- 先生は女王様（桜井志乃）
- 確かにキミはココにいた -You were certainly here-（橘胡桃）
- ついつい〜ツインテールツインズ〜（神楽あまね[2]）
- パクッちゃうぞ!!（藤原理恵）
- 野外学習（大胡香）
- 燐月 MINI FANDISC（緋月結衣子、緋月鈴音）

#### 2006年
- 黒髪少女隊りばーす（雲根菖蒲）
- アーツ オブ ブラック 魔女の箱庭（高尾紗和）
- 痴態姦賞〜放課後のチャイムはショーの始まり〜（笹川弥生）
- ブリードブラッド（小金丸鈴、メデューサ）
- WHITExRED（本間笑顔）
- ママ!つま?（横手美智子）
- もうすぐ夏休み!（岩村舞子）

#### 2007年
- 教えてっ!おねてぃー（南條円）
- 今日のおかずシリーズ
  - エロティックサイコストーリー 淫夢断篇（女）
  - 最凶痴女上司麗子! 第1話（朝比奈麗子）
  - 最凶痴女上司麗子! 第2話（朝比奈麗子）
  - 第一夜 高橋かなえ（高橋かなえ）
  - 第二夜 篠崎さくら（高橋かなえ）
- 黒髪少女隊えくすて!（雲根菖蒲）
- Myつま（花沢美咲）
- まじよめ（ラルフ）
- ヨガって!奥様〜欲求不満なムッチリ妻たち〜（如月菫香）
- ボーイミーツワイヴス（荒町清見）
- マコトね〜ちゃんのボク教育法?!（川辺真理）
- 真・燐月（緋月結衣子）

#### 2008年
- 今日のおかず 友達のママと、〜昼下がりのエロエロ子作りレッスン
- なぜか?!すぃ〜とほ〜む（原田みゆき）
- ママしぼり2（ママしぼりの事情）（丸森洋子）

#### 2009年
- ボクん家の家性婦さん（藤崎奈緒美）
- 母乳倶楽部〜大人のミルクタイム〜（蓮見紫織）

#### 2010年
- じゅーしぃエイジ（水谷良子）
- 診てくださいます？（漆山遥）

#### 2011年
- ママクラブ・参観（甲山久美）

### アダルトアニメ
時期不明
- 大悪司（イハビーラ・Me）

2002年
- 月花美人 第二縛 霧の宴（伊東霧子）
- 隷従学園 下姦（伊東慶子）
- 椿色のプリジオーネ（速水小夜）

2003年
- Lingeries（桜井千紗）
- 女教師二十三歳（風戸絵里）

2004年
- 夜勤病棟・弐（金城璃瑠）

2005年
- THEガッツ! VOL.2（三池寛子）

2006年
- 燐月 THE ANIMATION（緋月結衣子、緋月鈴音）[3]

2008年
- 少女セクト〜Innocent Lovers〜（隼砥教子）

2009年
- 陰陽師 妖かしの女神〜淫乱呪縛〜（青龍）[5]

### ドラマCD
- 夜勤病棟・弐〜眩惑の堕天使〜 第一章 風間愛（2004年、金城瑠璃）
- ついつい〜ツインテールツインズ〜 夏ごきげんよう！（2005年、神楽あまね）